# Годгадзееби
Годгадзееби (груз. გოდგაძეები) — село в Грузии, на территории Хулойского муниципалитета автономной республики Аджария.

## География
Село находится в юго-западной части Грузии, на левом берегу реки Аджарисцкали, на расстоянии 1 километра (по прямой) к северо-востоку от посёлка городского типа Хуло, административного центра муниципалитета. Абсолютная высота — 816 метров над уровнем моря.

## Население
По результатам официальной переписи населения 2014 года, в Годгадзееби проживал 91 человек (43 мужчины и 48 женщин). В национальной структуре населения грузины составляли 100 %.
| Год  | Население, человек |
| ---- | ------------------ |
| 2002 | 98                 |
| 2014 | ↘ 91               |